# براونز کراسرود (آلاباما)
براونز کراسرود (به انگلیسی: Browns Crossroad) یک منطقهٔ مسکونی در ایالات متحده آمریکا است که در آلاباما واقع شده‌است. براونز کراسرود ۱۱۸٫۸۷ متر بالاتر از سطح دریا واقع شده‌است.